# Bezděkov nad Metují
Bezděkov nad Metují é uma comuna checa localizada na região de Hradec Králové, distrito de Náchod‎.